# Forever (canción de In This Moment)
«Forever» es una canción de la banda estadounidense de metalcore In This Moment perteneciente a su segundo álbum de estudio The Dream editado en 2008. El tema fue escogido como el primer sencillo del álbum siendo publicado en agosto de 2008.
La canción vino a mostrar el nuevo sonido de la banda, en el cual se aprecian sonidos menos pesados y voces más limpias por parte de Maria Brink además de mostrar un canto mejorado, lo que se apreciaría en las canciones del álbum, aparte de ser el primer sencillo de la banda en el que Maria Brink no utiliza sus gritos.

## Vídeo musical
En el vídeo musical se puede ver a la banda tocando la canción en una playa con imágenes alternadas en las que se aprecia a Maria Brink cantando bajo el agua. Dichas escenas del vídeo fueron grabadas en enorme acuario.

## Créditos
- Maria Brink - Voz
- Chris Howorth - Guitarras
- Blake Bunzel - Guitarras
- Jesse Landry - Bajo
- Jeff Fabb - Batería